# Ішеєвська сільська рада
Іше́євська сільська рада (рос. Ишеевский сельский совет) — муніципальне утворення у складі Ішимбайського району Башкортостану, Росія. Адміністративний центр — село Ішеєво.

## Населення
Населення — 3207 осіб (2019, 3379 в 2010, 3293 в 2002).

## Склад
До складу поселення входять такі населені пункти:
| Населений пункт     | Населення, осіб (2002) | Населення, осіб (2010) |
| ------------------- | ---------------------- | ---------------------- |
| Ахмерово, село      | 963                    | 984                    |
| Восток, присілок    | 190                    | 223                    |
| Ішеєво, село        | 986                    | 1000                   |
| Канакаєво, присілок | 774                    | 776                    |
| Карасевка, присілок | 91                     | 70                     |
| Октябр, присілок    | 98                     | 91                     |
| Урняк, присілок     | 84                     | 119                    |
| Янгі-Аул, присілок  | 107                    | 116                    |